# فورد اف - سلسلة الجيل التاسع
فورد اف - سلسلة الجيل التاسع (بالإنجليزية: Ford F-Series ninth generation)‏ هي سيارة أنتجت في 1992 وتوقف إنتاجها في 1996.